# Juan Valdivieso
Juan Humberto Valdivieso Padilla (ur. 6 maja 1910 w Limie, zm. 2 maja 2007 tamże) – piłkarz peruwiański grający na pozycji bramkarza, uczestnik pierwszych finałów mistrzostw świata, igrzysk olimpijskich i mistrzostw Ameryki Południowej.
Przez wiele lat związany był z klubem Alianza Lima, w barwach którego sięgnął po pięć tytułów mistrzowskich (1927, 1928, 1931, 1932, 1933), a także miał udział w powrocie do ekstraklasy w 1939. Karierę piłkarską rozpoczynał jako napastnik, strzelając siedem bramek w spotkaniu ze Sportivo Unio (8:1) ustanowił rekord skuteczności strzeleckiej swojego klubu w oficjalnym meczu.
W czasie kariery sportowej przy wzroście 174 cm ważył ok. 70 kg. Nosił przydomki „Mago” i „Rodillo Negro”, cieszył się sławą skutecznego obrońcy rzutów karnych. W 1930 znalazł się w składzie reprezentacji narodowej na mistrzostwa świata w Urugwaju; był najmłodszym bramkarzem turnieju (a także jednym z najmłodszych bramkarzy w późniejszej historii mistrzostw świata). Wystąpił w pierwszym meczu Peru przeciwko Rumunom, przepuszczając łącznie trzy bramki (wynik meczu 3:1 dla Rumunii), w tym najszybszą bramkę całych mistrzostw, strzeloną przez Constantina Stianciu w 2. minucie. W drugim meczu, przeciwko gospodarzom turnieju Urugwajczykom, Valdivieso został zastąpiony w bramce przez Guillermo Jorge Pardóna, który także nie zapobiegł porażce 0:1 (Urugwajczycy sięgnęli później po tytuł mistrzowski). Na tych dwóch meczach Peru zakończyło swój premierowy start w finałach mistrzostw świata.
Valdivieso wystąpił również w dwóch turniejach Copa América. W 1935, w edycji nadzwyczajnej turnieju, bronił we wszystkich trzech spotkaniach – przeciwko Urugwajowi (0:1), Argentynie (1:4) i Chile (1:0) – a Peru zajęło 3. miejsce. Dwa lata później Valdivieso grał jedynie w pierwszym meczu przeciwko Brazylijczykom (2:3); zabrakło go w pozostałych spotkaniach turnieju, który reprezentacja peruwiańska ukończyła na miejscu 6. Nie było również Valdivieso na Copa América w 1939, gdy Peru odniosło końcowy triumf.
W 1936 był w składzie ekipy olimpijskiej w Berlinie. Turniej ten reprezentacja Peru zakończyła w kontrowersyjnych okolicznościach; pokonana w ćwierćfinale Austria (4:2) złożyła protest, który uwzględnili organizatorzy, nakazując ponowne rozegranie meczu. Nie zgadzając się z tą decyzją, do powtórnego meczu Peruwiańczycy nie przystąpili.
Po zakończeniu kariery zawodniczej Valdivieso pracował jako trener, prowadził kilka peruwiańskich klubów, był również selekcjonerem reprezentacji narodowej w latach 60. Zmarł w maju 2007 w wieku 97 lat.